# PicLens
PicLens är en mjukvara som bygger på bildsökningsfunktionen i Google men ger utökade funktioner. Mjukvaran är utvecklad av det amerikanska företaget Cooliris och kan visa bilder från följande sajter/tjänster, Google Bilder, Yahoo Images, Ask.com Images, deviantART, Flickr, Facebook, Live image search, Photobucket, SmugMug, och Fotki. Funktionen är tillgänglig för webbläsarna Firefox, Safari och Internet Explorer.